# Бертолд фон дер Асебург
Бертолд фон дер Асебург (на немски: Bertold von der Asseburg; † сл. 8 март 1377) е благородник от рицарския род фон дер Асебург.

## Произход
Той е единствен син на Бертолд фон дер Асебург († 8 май 1315/4 юли 1317) и съпругата му фон Шоненберг. Внук е на рицар Буркхард фон дер Асебург († 1316/1317) и Агнес фон Бюрен († 1316), дъщеря на Бартхолд II фон Бюрен († 1286/1287) и Ермгард фон Бройч († сл. 1312).

## Фамилия
Бертолд фон дер Асебург се жени за Ерментруд фон Амелунксен († сл. 1361) от Източна Вестфалия, единствена дъщеря на Херболд VI фон Амелунксен († сл. 1332) и Аделхайд фон Родериксен († сл. 1338), дъщеря на рицар Хайнрих II фон Родерзен/Родериксен († сл. 1320) и Ерменгард фон Гуденсберг († сл. 1278). Те имат девет деца:
- Бертолд фон дер Асебург († 1383)
- Боркхард фон дер Асебург († сл. 1363)
- Екберт фон дер Асебург († сл. 1370)
- Херболд фон дер Асебург († сл. 1386)
- Бернд фон дер Асебург († сл. 13 ноември 1420), женен за Госта фон Шпигел († сл. 1420)
- Мехтилдис фон дер Асебург († сл. 1363)
- Вернер фон дер Асебург († сл. 1363)
- Агнес фон дер Асебург († сл. 1363)
- Гертрудис фон дер Асебург († сл. 1363)